# Grégoire Defrel
Grégoire Defrel (Meudon, 17 de junio de 1991) es un futbolista francés que juega en la posición de delantero y su equipo es el Modena F. C. de la Serie B.

## Carrera
El primer club de Defrel fue el Parma con quien debutó en la Serie A el 22 de mayo de 2011 en un partido contra el Cagliari Calcio. Después estuvo cedido en el Foggia Calcio.

### Cesena
En junio de 2012 fue fichado por el Cesena por un 1,2 M para obtener el 50% del pase del jugador. Tras la bancarrota del Parma, el Cesena obtuvo el pase defenitivo del jugador en junio del 2015.

### Sassuolo
Sin embargo, en agosto de 2015 el Sassuolo fichó a Defrel. En su primera temporada jugó 36 partidos entre todas las competiciones y marcó un total de 7 goles.

### Roma
En 2017 y tras una gran temporada en el Sassuolo, fichó por la A. S. Roma.

## Estadísticas

### Clubes
Actualizado hasta su último partido disputado el 13 de mayo de 2025.
| Club                           | Div.          | Temporada     | Liga  | Liga  | Liga   | Copas nacionales | Copas nacionales | Copas nacionales | Torneos internacionales | Torneos internacionales | Torneos internacionales | Total | Total | Total  |
| Club                           | Div.          | Temporada     | Part. | Goles | Asist. | Part.            | Goles            | Asist.           | Part.                   | Goles                   | Asist.                  | Part. | Goles | Asist. |
| ------------------------------ | ------------- | ------------- | ----- | ----- | ------ | ---------------- | ---------------- | ---------------- | ----------------------- | ----------------------- | ----------------------- | ----- | ----- | ------ |
| Parma F. C. · Italia           | 1.ª           | 2010-11       | 1     | 0     | 0      | —                | —                | —                | —                       | —                       | —                       | 1     | 0     | 0      |
| Parma F. C. · Italia           | Total club    | Total club    | 1     | 0     | 0      | 0                | 0                | 0                | 0                       | 0                       | 0                       | 1     | 0     | 0      |
| Calcio Foggia 1920 · Italia    | 3.ª           | 2011-12       | 23    | 4     | 2      | 1                | 0                | 0                | —                       | —                       | —                       | 24    | 4     | 2      |
| Calcio Foggia 1920 · Italia    | Total club    | Total club    | 23    | 4     | 2      | 1                | 0                | 0                | 0                       | 0                       | 0                       | 24    | 4     | 2      |
| Cesena F. C. · Italia          | 2.ª           | 2012-13       | 30    | 3     | 3      | —                | —                | —                | —                       | —                       | —                       | 30    | 3     | 3      |
| Cesena F. C. · Italia          | 2.ª           | 2013-14       | 42    | 4     | 5      | 2                | 0                | 0                | —                       | —                       | —                       | 44    | 4     | 5      |
| Cesena F. C. · Italia          | 1.ª           | 2014-15       | 34    | 9     | 6      | 2                | 0                | 0                | —                       | —                       | —                       | 36    | 9     | 6      |
| Cesena F. C. · Italia          | Total club    | Total club    | 106   | 16    | 14     | 4                | 0                | 0                | 0                       | 0                       | 0                       | 110   | 16    | 14     |
| U. S. Sassuolo Calcio · Italia | 1.ª           | 2015-16       | 33    | 7     | 6      | 2                | 0                | 0                | —                       | —                       | —                       | 35    | 7     | 6      |
| U. S. Sassuolo Calcio · Italia | 1.ª           | 2016-17       | 29    | 12    | 4      | 1                | 0                | 0                | 8                       | 4                       | 1                       | 38    | 16    | 5      |
| A. S. Roma · Italia            | 1.ª           | 2017-18       | 15    | 1     | 0      | —                | —                | —                | 5                       | 0                       | 0                       | 20    | 1     | 0      |
| A. S. Roma · Italia            | Total club    | Total club    | 15    | 1     | 0      | 0                | 0                | 0                | 5                       | 0                       | 0                       | 20    | 1     | 0      |
| U. C. Sampdoria · Italia       | 1.ª           | 2018-19       | 36    | 11    | 2      | 3                | 1                | 0                | —                       | —                       | —                       | 39    | 12    | 2      |
| U. C. Sampdoria · Italia       | Total club    | Total club    | 36    | 11    | 2      | 3                | 1                | 0                | 0                       | 0                       | 0                       | 39    | 12    | 2      |
| U. S. Sassuolo Calcio · Italia | 1.ª           | 2019-20       | 17    | 3     | 3      | —                | —                | —                | —                       | —                       | —                       | 17    | 3     | 3      |
| U. S. Sassuolo Calcio · Italia | 1.ª           | 2020-21       | 28    | 3     | 2      | —                | —                | —                | —                       | —                       | —                       | 28    | 3     | 2      |
| U. S. Sassuolo Calcio · Italia | 1.ª           | 2021-22       | 38    | 2     | 2      | 2                | 0                | 0                | —                       | —                       | —                       | 40    | 2     | 2      |
| U. S. Sassuolo Calcio · Italia | 1.ª           | 2022-23       | 27    | 2     | 1      | 1                | 0                | 0                | —                       | —                       | —                       | 28    | 2     | 1      |
| U. S. Sassuolo Calcio · Italia | 1.ª           | 2023-24       | 20    | 1     | 2      | 2                | 0                | 0                | —                       | —                       | —                       | 22    | 1     | 2      |
| U. S. Sassuolo Calcio · Italia | Total club    | Total club    | 192   | 30    | 20     | 8                | 0                | 0                | 8                       | 4                       | 1                       | 208   | 34    | 21     |
| Modena F. C. · Italia          | 2.ª           | 2024-25       | 26    | 3     | 4      | —                | —                | —                | —                       | —                       | —                       | 26    | 3     | 4      |
| Modena F. C. · Italia          | Total club    | Total club    | 26    | 3     | 4      | 0                | 0                | 0                | 0                       | 0                       | 0                       | 26    | 3     | 4      |
| Total carrera                  | Total carrera | Total carrera | 399   | 65    | 42     | 16               | 1                | 0                | 13                      | 4                       | 1                       | 428   | 70    | 43     |
| 1. 2. 3.                       |               |               |       |       |        |                  |                  |                  |                         |                         |                         |       |       |        |